# Карен Кантриман Росвурм
Карен Кантриман Росвурм (енгл. Karen Countryman-Roswurm; Вичита, 5. јун 1980) је амерички староседелац, социјални радник, професор и академски администратор који је специјализован за област трговине људима и друге облике експлоатације. Ванредни је професор, оснивач и извршни директор Центра за борбу против трговине људима Универзитета у Вичити.

## Биографија

### Образовање
Рођена је 5. јуна 1980. у Вичиту. Када је имала тринаест година мајка јој је преминула, своју адолесценцију је провела у бекству, на улици, у и ван хранитељских домова и дечјег дома. Упркос томе, завршила је General Educational Development и постала „еманципована малолетница” из државног притвора са шеснаест година. Једино је дете у Канзасу које је то учинило до данас. Након еманципације, ангажована је да буде вршњачки саветник на улици у истом дечјем дому из којег је раније добијала услуге.
Дипломирала је социјални рад 2005. године, магистрирала социјални рад 2006. и докторирала психологију заједнице 2012. на Универзитету у Вичити.

### Каријера
Радила је као вршњачки саветник у уличним теренским службама и као терапеут широм земље у програмима за младе, организовању заједнице и заговарању угроженог становништва. 
Данас ради као редовни ванредни професор и извршни директор оснивач Центра за борбу против трговине људима Универзитета у Вичити. Залаже се за жртве трговине људима у Канзасу и широм земље, које су неправедно криминализоване.

### Награде и признања
- 2014 – Инаугурална награда за менторство Pat Ayars од Wichita Business Journal[16]
- 2015 – Национална конференција о трговини људима и добробити деце у Белој кући[17]
- 2017 – Мартин Лутер Кинг, награда за образовање коју додељује Афроамерички музеј у Канзасу[18]